# Wagner Fernando Velloso
Wagner Fernando Velloso, besser bekannt als Velloso, (geboren am 22. September 1968 in Araras) ist ein ehemaliger brasilianischer Torwart und ein ehemaliger Fußballtrainer.

## Karriere
Velloso begann seine Karriere im Nachwuchsbereich von SE Palmeiras. Hier wurde er 1988, im Alter von 21 Jahren, in den Profikader aufgenommen. In seinen zehn Jahren bei dem Verein absolvierte er 458 Ligaspiele, nur vier weitere Spieler nahmen an noch mehr Spielen teil und kam auf 247 Siege. 1992 wurde er für ein Jahr an União São João EC und 1993 an den FC Santos ausgeliehen. Anfang 1999 verletzte sich Velloso; sein Vertrag wurde aufgelöst und er erhielt einen neuen Vertrag bei Atlético Mineiro. 2005, zum Abschluss seiner Karriere als Fußballspieler, unterzeichnete er einen Vertrag bei CA Sorocaba.
Nach zwei Jahren Pause wurde Velloso Trainer beim América FC. Im gleichen Jahr wechselte er zu Grêmio Catanduvense. 2009 unterzeichnete er einen Vertrag beim Paraná Clube. Nach einer Pause von drei Jahren kehrte er 2012 wieder zurück und stand bei CE Nova Esperança und SE Itapirense unter Vertrag. Danach beendete er seine Karriere.

## Trivia
Noch während seiner Karriere und eröffnete in Araras eine Tankstelle. Im Jahr 2012 startete er seine Kandidatur für das Amt des Stadtrats in Araras, wurde aber mit 211 Stimmen nicht gewählt.
Er arbeitet für Bolavip als Kommentator und hat dort einen eigenen Kanal.

## Erfolge
Palmeiras
- Campeonato Brasileiro de Futebol: 1994
- Staatsmeisterschaft von São Paulo: 1996
- Copa do Brasil: 1998
- Copa Mercosur: 1998

Atlético Mineiro
- Staatsmeisterschaft von Minas Gerais: 2000